# 蘇武中胡協奏曲
《蘇武中胡協奏曲》，劉洙作曲，盧亮輝編曲，完成於1962年。作者以《蘇武牧羊》膾炙人口的旋律加以發展而成，大量採用密集的十六分音符，全曲表現中胡蒼涼、沉鬱、剛勁等音色，亦開拓出中胡的演奏技巧。
全曲分3段：
1. 風雪
2. 思鄉
3. 榮歸